# プレショフ - フメンネー線
プレショフ - フメンネー線（スロバキア語;Železničná trať Prešov – Humenné）は、スロバキア国鉄の鉄道線の名称である。路線番号は193。
1943年に開業した。

## 運行形態[2]

### 特急「エクスプレス(Ex)」
「シャリシャン」号が、ブラチスラヴァ～プレショフ〜フメンネー間に週1往復運行される。プレショフ以西間は188号線に直通する。ただし、2023年9月以降はストラージスケ以東で、2024年3月以降はニジニー・フラボヴェツ以北でバスによる代行輸送を行っている。
2015年以前は、超特急「インターシティ(IC)」として運行していた。2016-19年度は「リーフリク(R)」として、2020-22年度は「区間リーフリク(RR)」として運行していた。2024年3月の改正以前は、ニジニー・フラボヴェツを通過していた。

### 快速「レギオナルエクスプレス(REX)」
- スタクチーン - フメンネー - プレショウ　【夏季の土曜・休日運行】
季節限定で、一日2往復運行する。フメンネー以東は196号線に直通する。停車駅は特急と同じ。2024年度は運行していない。
2021年に運行を開始し、当時はチェルネとカプシャニにも停車していた。2022年に特急と同じ停車駅となった。2024年度は運行しない。

### 普通
2時間に1本運行されるが、平日はやや多く、1～2時間間隔で運行される。ただし、2023年9月以降はストラージスケ以東で、2024年3月以降はニジニー・フラボヴェツ以北でバスによる代行輸送を行っている。
2022年度以前は、休日の本数がやや少なく、4時間間隔が空く時間帯もあった。

## 駅一覧
以下では、スロバキア国鉄193号線の駅と営業キロ、停車列車、接続路線などを一覧表で示す。なお、2023年9月よりフメンネー - ストラージスケ間で、2024年3月よりスラージスケ - ニジニー・フラボヴェツ間でバスによる代行輸送を行っている。 
- 種別
  - Ex：特急「エクスプレス」
  - Os：普通
- 停車駅
  - ■印：全列車停車
  - ○印：大部分停車、一部通過
  - △印：大部分通過、一部停車
  - ｜印：全列車通過

| 路線名 | 駅名                                 | 駅間営業キロ | 累計営業キロ | Ex | Os | 接続路線                                                   | 所在地       | 所在地                       |
| ------ | ------------------------------------ | ------------ | ------------ | -- | -- | ---------------------------------------------------------- | ------------ | ---------------------------- |
| 191    | フメンネー駅                         | -            | 9.6          | ■  | ■  | 191号線（メヂラボルツェ方面）、196号線（スタクチーン方面） | プレショフ県 | フメンネー郡                 |
| 191    | ブレコフ駅                           | 5.4          | 4.2          | ｜ | ■  |                                                            | プレショフ県 | フメンネー郡                 |
| 193    | ストラージスケ駅                     | 4.2          | 0.0          | ■  | ■  | 191号線（コシツェ方面）                                    | コシツェ県   | ミハロヴツェ郡               |
| 193    | ニジニー・フラボヴェツ駅             | 7.4          | 7.4          | ■  | ■  |                                                            | プレショフ県 | ヴラノフ・ナド・トプリョウ郡 |
| 193    | ヘンツォヴツェ駅                     | 2.1          | 9.5          | ｜ | ■  |                                                            | プレショフ県 | ヴラノフ・ナド・トプリョウ郡 |
| 193    | ヴラノフスケー・ドルヘー駅           | 2.0          | 11.5         | ｜ | ■  |                                                            | プレショフ県 | ヴラノフ・ナド・トプリョウ郡 |
| 193    | ヴラノフ・ナド・トプリョウ駅         | 3.2          | 14.7         | ■  | ■  |                                                            | プレショフ県 | ヴラノフ・ナド・トプリョウ郡 |
| 193    | コマーラニ駅                         | 3.7          | 18.4         | ｜ | ■  |                                                            | プレショフ県 | ヴラノフ・ナド・トプリョウ郡 |
| 193    | ソリ駅                               | 3.4          | 21.8         | ｜ | ■  |                                                            | プレショフ県 | ヴラノフ・ナド・トプリョウ郡 |
| 193    | フリンネー駅                         | 2.8          | 24.6         | ｜ | ■  |                                                            | プレショフ県 | ヴラノフ・ナド・トプリョウ郡 |
| 193    | チェルネ・ナド・トプリョウ駅         | 4.6          | 29.2         | ｜ | ■  |                                                            | プレショフ県 | ヴラノフ・ナド・トプリョウ郡 |
| 193    | ビストレー駅                         | 2.6          | 31.8         | ｜ | ■  |                                                            | プレショフ県 | ヴラノフ・ナド・トプリョウ郡 |
| 193    | ハヌショヴツェ・ナド・トプリョウ駅   | 2.5          | 34.3         | ｜ | ■  |                                                            | プレショフ県 | ヴラノフ・ナド・トプリョウ郡 |
| 193    | ハヌショヴツェ・ナド・トプリョウ町駅 | 1.6          | 35.9         | ■  | ■  |                                                            | プレショフ県 | ヴラノフ・ナド・トプリョウ郡 |
| 193    | パヴロヴツェ駅                       | 3.6          | 39.5         | ｜ | ■  |                                                            | プレショフ県 | ヴラノフ・ナド・トプリョウ郡 |
| 193    | ネムツォヴツェ駅                     | 4.7          | 44.2         | ｜ | ■  |                                                            | プレショフ県 | プレショフ郡                 |
| 193    | ラダ駅                               | 3.5          | 47.7         | ｜ | ■  |                                                            | プレショフ県 | プレショフ郡                 |
| 193    | カプシャニ・プリ・プレショヴェ駅     | 3.1          | 50.8         | ｜ | ■  | 194号線                                                    | プレショフ県 | プレショフ郡                 |
| 193    | シャリシスケー・ルーキ駅             | 5.6          | 56.4         | ｜ | ■  |                                                            | プレショフ県 | プレショフ郡                 |
| 193    | プレショフ駅                         | 4.0          | 60.4         | ■  | ■  | 188号線                                                    | プレショフ県 | プレショフ郡                 |